# Cylindromyia oxyphera
Cylindromyia oxyphera là một loài ruồi trong họ Tachinidae.